# Adler Cat
Die Adler Cat ist ein als Katamaran gebautes Fahrgastschiff der Reederei Adler-Schiffe. Das Schiff verkehrt 2019 zwischen Cuxhaven und Sylt bzw. zwischen Sylt, Amrum und Helgoland.

## Geschichte
Das Schiff wurde unter der Baunummer 514 auf der Werft Oma Baatbyggeri in Stord, Norwegen, für die Finnmark Fylkesrederi og Ruteselskap in Hammerfest gebaut. Die Kiellegung erfolgte im Mai 1998, die Fertigstellung im Mai 1999. Das Schiff kam als Renøy unter der Flagge Norwegens mit Heimathafen Hammerfest in Fahrt.
2003 kam das Schiff mit dem Verkauf der Reederei zur französischen Connex-Gruppe, 2006 durch einen Unternehmenszusammenschluss zu Veolia Transport sowie 2011 schließlich zu Boreal Transport Norge. Das Schiff wurde als Schnellfähre auf verschiedenen Strecken im Norden Norwegens eingesetzt.
Anfang Dezember 2017 wurde das Schiff an eine Tochtergesellschaft der Reederei Adler-Schiffe verkauft.

## Betrieb
Adler-Schiffe setzt das Schiff hauptsächlich im Ausflugsverkehr nach Helgoland ein. Montags bis donnerstags verkehrte es 2018 von den nordfriesischen Inseln Föhr, Amrum und Sylt, freitags von der ostfriesischen Insel Norderney.
Von April bis Juni 2018 verkehrte die Adler Cat zeitweise auch von Havneby auf der dänischen Insel Rømø nach Helgoland. Außerdem wurden sogenannte Windparkfahrten von Havneby und List auf Sylt angeboten.
Ab dem 30. Juni 2018 verkehrte das Schiff sonnabends und sonntags zwischen Cuxhaven und Hörnum auf Sylt. Alle zwei Wochen sonntags fuhr es von Hörnum als Windparkfahrt. Ab Mitte Juli wurde dienstags auch Dagebüll bedient.
Im Sommerhalbjahr 2019 verkehrte das Schiff freitags bis sonntags auf der Strecke Cuxhaven–Hörnum, montags bis donnerstags verband es Hörnum mit Wittdün auf Amrum und Helgoland. Freitags wurden im Juli und August erneut Windparkfahrten ab Hörnum angeboten.
Im Sommer 2020 nahm das Schiff einen fast identischen Fahrplan wie im Vorjahr auf. Aufgrund der Corona-Beschränkungen begann der Einsatz jedoch erst ab dem 3. Juli.
Im September 2024 sollte das Schiff auch die Aufgaben der vor Saisonende veräußerten Adler Jet auf der Strecke Wilhelmshaven–Hooksiel–Helgoland übernehmen, zu diesem Einsatz kam es jedoch aufgrund technischer Probleme nicht, worauf stattdessen das Seebäderschiff Fair Lady die restliche Saison zu Ende fuhr.
Aufgrund eines schweren Defekts am ursprünglich auf der Linie verkehrenden Schiffes, der Fair Lady, fährt Adler Cat ersatzweise seit Mitte Juni 2025 immer freitags ab Wilhelmshaven und an ausgewählten Freitagen auch als Doppelfahrt ab Hooksiel um der hohen Nachfrage auf dieser Strecke gerecht zu werden. 
Bereedert wird das Schiff von North Frisian Offshore in Husum.

## Technische Daten und Ausstattung
Der Antrieb des Schiffes erfolgt durch vier MTU-Dieselmotoren (Typ: 12V2000M70) mit jeweils 788 kW Leistung, die auf zwei Propeller wirken. Das Schiff erreicht maximal 36,5 kn.
Bis 2017 konnte das Schiff auf einer Freifläche im Achterschiffsbereich drei Pkw und Stückgüter oder palettierte Ladung befördern. Der Bereich war über eine Heckrampe zugänglich. Zusätzlich verfügte das Schiff über einen auf dem Oberdeck platzierten Kran, der den Achterschiffsbereich bedienen konnte.
Nach dem Verkauf an die Reederei Adler-Schiffe wurde das Schiff umgebaut. Dabei wurde auch der Achterschiffsbereich umgestaltet, so dass das Schiff keine Fahrzeuge mehr befördern kann. Der Passagierbereich wurde vergrößert und die Passagierkapazität von 182 auf 224 Personen erhöht.